# Khanh Ly
Khánh Ly, nacida en Nguyễn Lệ Mai (el 6 de marzo de 1945), conocida artísticamente como Khanh Lyes. Es una cantante y columnista vietnamita. Ella se hizo famosa con una canción que fue compuesta por Trinh Cong Son. Además ella ha interpretado dos canciones para la película Journey from the Fall en 2007.

## Discografía

### Álbumes
- 1967 - Nhạc tuyển 1. Khánh Le - Trịnh Công Sơn
- 1969 - Hát cho quê hương Việt Nam 1. Khánh Ly - Trịnh Công Sơn
- 1970 - Hát cho quê hương Việt Nam 2. Khánh Ly - Trịnh Công Sơn
- 1971 - Băng nhạc Tình ca 1. Tiếng hát Khánh Ly, Sĩ Phú, Duy Trác, Thanh Lan
- 1971 - Hát cho quê hương Việt Nam 3. Khánh Ly - Trịnh Công Sơn
- 1971 - Tứ quý. Tiếng hát Lệ Thu, Duy Trác, Khánh Ly, Tuấn Ngọc
- 1973 - Hát cho quê hương Việt Nam 4. Khánh Ly - Trịnh Công Sơn
- 1973 - Như cánh vạc bay. Khánh Ly - Trịnh Công Sơn
- 1974 - Hát cho quê hương Việt Nam 5. Khánh Ly - Trịnh Công Sơn
- 1974 - Hát cho quê hương Việt Nam 6. Khánh Ly - Trịnh Công Sơn
- 1974 - Sơn Ca 7. Khánh Ly - Trịnh Công Sơn
- 1974 - Yêu dấu 28. Tiếng hát Khánh Ly (1974?)

### Después de 1975
- 1976 - Giáng Sinh quê hương còn đó nỗi buồn. Khánh Ly, Sĩ Phú, Mai Hương
- 1976 - Khi tôi về
- 1976 - Như cánh vạc bay. Khánh Ly - Trịnh Công Sơn
- 1977 - Hát cho những người ở lại
- 1977 - Tình ca mùa hạ
- 1979 - Người di tản buồn
- 1980 - Lời buồn thánh. Khánh Ly-Trịnh Công Sơn
- 1981 - Đừng yêu tôi. Khánh Ly - Vũ Thành An
- 1981 - Giọt lệ cho ngàn sau. Khánh Ly - Từ Công Phụng
- 1981 - Bông hồng cho người ngã ngựa
- 1981 - Tủi nhục ca. Khánh Ly - Hà Thúc Sinh
- 1982 - Tắm mát ngọn sông đào
- 1983 - Ướt mi
- 1983 - Tưởng rằng đã quên
- 1983 - Bản tango cuối cùng
- 1984 - Trong tay anh đêm nay, Valse
- 1984 - Lá đổ muôn chiều. Nhạc tiền chiến Đoàn Chuẩn - Từ Linh
- 1984 - Bài tango cho em
- 1985 - Khối Tình Trương Chi. Khánh Ly, Sĩ Phú, Thanh Lan thực hiện
- 1985 - Biển nhớ. Khánh Ly - Trịnh Công Sơn
- 1985 - Bông bưởi chiều xưa. Khánh Ly - Châu Đình An
- 1986 - Hạ trắng. Khánh Ly Trịnh Công Sơn
- 1986 - Niệm khúc cuối. Tiếng hát Khánh Ly, Elvis Phương
- 1986 - Thương một người, Diễm Xưa
- 1986 - Tango tango
- 1987 - Tình không biên giới
- 1987 - Ai trở về xứ Việt
- 1987 - Bên ni bên nớ. Khánh Ly - Phạm Duy
- 1987 - Như cánh vạc bay. Khánh Ly, Lệ Thu
- 1987 - Đêm hạ hồng. Tiếng hát Khánh Ly, Lệ Thu, Thanh Phong
- 1988 - Boston buồn
- 1988 - Tango điên (Khánh Ly - Vũ Nữ Thân Gầy)
- 1989 - Kinh khổ. Khánh Ly - Trầm Tử Thiêng
- 1989 - Mưa hồng
- 1989 - Đêm hạnh ngộ
- 1989 - Niệm khúc hoa vàng
- 1989 - Xóa tên người tình. Tiếng hát Khánh Ly, Elvis Phương
- 1990 - Tình nhớ. Khánh Ly - Trịnh Công Sơn
- 1990 - Tình hờ. Tiếng hát Khánh Ly, Elvis Phương
- 1991 - Vũng lầy của chúng ta. Khánh Ly – Lê Uyên Phương
- 1991 - Lệ đá. Tiếng hát Khánh Ly, Lệ Thu và Kim Anh
- 1991 - Best of Khánh Ly
- 1992 - Ca dao mẹ
- 1992 - Bên đời hiu quạnh. Khánh Ly - Trịnh Công Sơn
- 1992 - Một cõi đi về. Khánh Ly - Trịnh Công Sơn
- 1993 - Dốc mơ
- 1993 - Tôi ơi đừng tuyệt vọng. Tiếng hát Khánh Ly, Trịnh Công Sơn và Trịnh Vĩnh Trinh
- 1994 - Để lại cho em. Khánh Ly - Phạm Duy
- 1994 - Em còn nhớ hay em đã quên
- 1994 - Ừ thôi em về (tái bản Shotguns records collection từ '70)
- 1995 - Đời vẫn hát
- 1996 - Ca khúc da vàng, Volume 1. Khánh Ly - Trịnh Công Sơn
- 1997 - Mùa thu xa em: Khánh Ly Đặc Biệt
- 1998 - Ca khúc da vàng, Volume 2. Khánh Ly - Trịnh Công Sơn
- 1999 - Ca khúc da vàng, Volume 3. Khánh Ly - Trịnh Công Sơn
- 1999 - Hiên cúc vàng. Khánh Ly - Nguyễn Đình Toàn
- 1999 - Nguyệt ca. Khánh Ly - Trịnh Công Sơn
- 2000 - Đời cho ta thế. Khánh Ly - Trịnh Công Sơn
- 2000 - Tình thu trên cao. Ca khúc Nguyễn Xuân Điềm
- 2001 - Một sớm mai về. Khánh Ly - Trầm Tử Thiêng
- 2002 - Nếu có yêu tôi
- 2002 - Mưa trên cây hoàng lan. Khánh Ly - Nguyễn Đình Toàn
- 2003 - Còn tuổi nào cho em. Khánh Ly - Trịnh Công Sơn
- 2005 - Ca khúc da vàng, Volume 4. Khánh Ly - Trịnh Công Sơn

### DVD
- Khánh Ly In Japan
- 50 năm Đời vẫn hát